# Найдьонова Любов Антонівна
Найдьонова Любов Антонівна — український психолог, доктор психологічних наук, член-кореспондент Національної академії педагогічних наук України, лауреат Державної премії України в галузі науки і техніки (2019).

## Біографія
Л. А. Найдьонова народилася 24 листопада 1963 року в с. Жовтневе Прилуцького району Чернігівської області. 
У 1964 році разом із сім’єю переїхала до м. Макіївки Донецької області. 
У 1981 році закінчила із золотою медаллю СШ № 58 м. Макіївки. 
В 1981—1986 роках Л. А. Найдьонова навчалася на біологічному факультеті (відділення психології) Харківського державного університету. 
Після закінчення університету в 1986—1987 роках працювала вчителем етики і психології в СШ № 12 м. Горлівки. 
З 1987 року почала працювати в Горлівському педагогічному інституті іноземних мов, де вона обіймала посаду стажера, а потім викладача кафедри педагогіки і психології. 
У 1990—1993 роках працювала викладачем кафедри педагогіки і психології Запорізького державного університету, поєднуючи цю роботу з навчанням в аспірантурі Інституту психології АПН України. 
Кандидатська дисертація «Роль рефлексивного потенціалу групи в активізації творчих здібностей учнів» (1993).
З 1993 року працювала старшим викладачем Державного інституту післядипломної освіти інженерно-педагогічних працівників (м. Донецьк). 
В 1996—1999 роках навчалася в докторантурі Інституту психології ім. Г. С. Костюка НАПН України. 
Докторська дисертація «Психологічні закономірності розвитку рефлексивних властивостей територіальної спільноти» (2013).
В 1999—2000 працювала провідним науковим співробітником Інституту рефлексивних досліджень і спеціалізації. 
З 2000 Л. А. Найдьонова працює в Інститут соціальної та політичної психології НАПН України на посадах старшого наукового співробітника лабораторії психології політичного вибору (2000—2004), вченого секретаря Інституту (2004—2005), заступника директора з наукової роботи (з 2005), завідувача лабораторії психології масової комунікації та медіаосвіти (з 2007). 

## Наукова діяльність
Найбільші наукові досягнення Л. А. Найдьонової пов'язані з дослідженнями в галузі теорії та практики медіапсихології, медіаосвіти та медіакультури. 
Вона науковий керівник широкомасштабного експерименту по впровадженню медіаосвіти в Україні. 
У 2017 році експеримент охопив 151 загальноосвітній заклад України. 
Одне з основних завдань впровадження — формування в учнів медіаграмотності, що має досягти рівня медіакультури. 
Учні не лише опановують навички роботи з новітніми інформаційними технологіями у навчанні, а й засвоюють основи інформаційної безпеки, вчаться боротися з проявами кібербулінгу та вирішують багато інших завдань. 
У 2020 році проблеми медіаосвіти набули особливої актуальності в зв’язку з пандемією Covid-19, карантином і масовим переходом на дистанційні форми навчання.
Л. А. Найдьонова крім наукової роботи активно займається практичною діяльністю, багато років керуючи секцією «Медіапсихологія» Київської малої академії наук учнівської молоді. 
Серед наукових інтересів Л. А. Найдьонової також психологія групової рефлексії; психологія територіальних спільнот; прикладна психологія.
Л. А. Найдьонова є членом Товариства психологів України, Міжнародної асоціації психології особистості (з 1998), Всесвітньої асоціації прикладної психології (з 2000); членом правління Асоціації політичних психологів України (з 2008); членом Європейської асоціації дослідження комунікації і освіти (з 2017), Громадської ради при Національній раді України з питань телебачення і радіомовлення; вона — президент Української асоціації медіапсихологів та медіапедагогів.

## Основні наукові праці
- Життєвий світ і психологічна безпека людини в умовах суспільних змін. Реферативний опис роботи / М. М. Слюсаревський, Л. А. Найдьонова, Т. М. Титаренко, В. О. Татенко, П. П. Горностай, О. М. Кочубейник, Б. П. Лазоренко. К.: Талком, 2020. — 318 с. ISBN 978-617-7832-61-3
- Naydonova L. War media trauma taxonomy for economic and political selfconstitution / Lyubov Naydonova // Political and Economic Self-Constitution: Citizenship Identity and EducationProceedings of the V international scientific and practical seminar, Corinth, May 26th, 2017. — 2017. — Р. 42—45.
- Концепція впровадження медіаосвіти в Україні (нова редакція)/ за ред. Л. А. Найдьонової, М. М. Слюсаревського. — Київ, 2016. — 16 с.
- Найдьонова Л. А. Медіапсихологія: основи рефлексивного підходу. Підручник / Л. А. Найдьонова; Національна академія педагогічних наук України, Інститут соціальної та політичної психології. — Кіровоград: Імекс-ЛТД, 2015. — 244 с. ISBN 978-966-189-249-7
- Медіапсихологія: на перетині інформаційного та освітнього просторів: монографія / [О. Т. Баришполець, О. Л. Вознесенська, О. Є. Голубєва, Г. В. Мироненко, Л. А. Найдьонова, Н. О. Обухова Н. І. Череповська] ; за наук. ред. Л. А. Найдьонової, Н. І. Череповської ; Національна академія педагогічних наук України, Інститут соціальної та політичної психології. — К. : Міленіум, 2014. — 348 с.
- Найдьонова Л. А. Кібер-булінг або агресія в Інтернеті: способи розпізнання і захист дитини / Л. А. Найдьонова // Методичні рекомендації / Серія: На допомогу вчителю. Вип. 4. — К., 2011. — 34 с.
- Найдьонова Л. А. Рефлексивна психологія територіальних спільнот. — К. Міленіум, 2012. — 280 с. ISBN 978-966-8063-65-7
- Багатомовна Європа: тенденції у політиці і практиці мультилінгвізму в Європі. — К. : Ленвіт, 2012. — 168 с. ISBN 978-966-8995-72-9
- Медіаосвіта та медіаграмотність: підручник / Ред.-упор. В. Ф. Іванов, О. В. Волошенюк; За науковою редакцією В. В. Різуна. — Київ: Центр вільної преси, 2012. — 352 с. ISBN 978-966-2123-39-5
- Проектно-исследовательский подход в рефлексивной психологии инновационного образования / Под ред. И. Н. Семёнова. М.: Изд-во «Аналитика Родис», 2011. 401 с.
- Медіакультура особистості: соціально-психологічний підхід: навчально-методичний посібник / За ред. Л. А. Найдьонової, О. Т. Баришпольця ; Національна академія педагогічних наук України, Інститут соціальної та політичної психології. — К. : Міленіум, 2010. — 440 с. — ISBN 978-966-8063-80-5
- Соціально-психологічний вимір демократичних перетворень в Україні [За ред. Максименка С. Д., Циби В. Т., Шайгородського Ю. Ж.]. — К. : Український центр політичного менеджменту, 2003—512 с.
- Naidenova L. Reflective Creative Workshop (RCW) in the Specific Economic Situation in the Ukraine III European Congress of Psychology. July 4–9 1993 Tampere, Finland Abstracts Tampere The Psychological Society 1993 P. 326.

## Нагороди
- Почесна грамота Міністерства освіти і науки України (2004)
- Нагрудний знак «Відмінник освіти України» (2007)
- Почесна грамота Кабінету міністрів України (2009)
- Нагрудний знак «О. А. Захаренко» (2012)
- Почесна грамота Національної ради України з питань телебачення і радіо (2012)
- Медаль «Ушинський К. Д.» (2013)
- Медаль «Володимир Роменець» (2019)
- Державна премія України в галузі науки і техніки (2019)